# Tsjernogorsk
Tsjernogorsk (Russisch: Черногорск) is een stad in de Russische autonome republiek Chakassië. De stad ligt op 18 kilometer ten noordwesten van Abakan.

## Geografie
De stad ligt ten noorden van het Westelijke Sajangebergte, ongeveer 15 km van de republiekhoofdstad Abakan, op enkele km van de linkeroever van de Jenisejrivier.
Vanuit Tsjernogorsk wordt ook Prigorsk (2.632 inwoners) bestuurd. Zowel Tsjernogorsk als Prigorsk met de steenkoolmijnen in hun omgeving hebben een spoorwegaansluiting (alleen vracht) vanaf het station Tsjernogorskije Kopi naar het 15 km verderop gelegen station Tasjeba van de Zuid-Siberische lijn Novokoeznetsk – Abakan – Tajsjet. Tsjernogorsk is gelegen aan de M-54, die van Krasnojarsk naar de Mongoolse grens verloopt.

## Geschiedenis
Tsjernogorsk ontstond in 1936 uit de samenvoeging van enkele dorpen, die sinds het begin van de steenkoolwinning in 1904 rond diverse schachten in  Minoesinsk waren ontstaan. De naam (zwarte stad) verwijst naar de steenkooldelving (Russisch чёрный/ tsjorny betekent zwart). In het stadswapen is een brok steenkool afgebeeld. 
In Tsjernogorsk bevindt zich een standbeeld ter ere van Vera Balandina, die de eerste mijn stichtte.
Van 1942 tot 1955 waren er in Tsjernogorsk enkele werkkampen, de meeste dwangarbeiders werden in de mijnen tewerkgesteld.

### Bevolkingsontwikkeling
| jaar | aantal inwoners |
| ---- | --------------- |
| 1926 | 1.000           |
| 1939 | 17.405          |
| 1959 | 51.064          |
| 1970 | 60.011          |
| 1979 | 71.386          |
| 1989 | 79.355          |
| 2002 | 73.077          |
| 2010 | 72.147          |

## Economie
Naast de kolenwinning door het grootste Russische kolenmijnbedrijf Siberische steenkool energiebedrijf (Сибирская угольная энергетическая компания, СУЭК/ Siberian Coal Energy Company, SUEK) met de mijnen Chakaskaja en Jenisejskaja en een derde dagbouwmijn, is er weinig andere industrie. Op 29 juli 2014 werd de stad geplaatst op de lijst steden met een eenzijdige industrie. De mijnbouw zorgt voor 86% van de werkgelegenheid. Veel bedrijven uit de lichte industrie, textielindustrie, meubelmakerijen en bouwbedrijven stopten na het einde van de Sovjet-Unie in de jaren 1990 met de productie.

## Geboren in Tsjernogorsk
- Joeri Kobrin (* 1943), dichter
- Andrejs Žagars (* 1958), Letse toneelspeler
- Nikolaj Bolschakov (* 1977), skilanglaufer
- De Siberische zeven, verbleven van 1978 tot 1983 in de Amerikaanse ambassade in Moskou

## Afbeeldingen

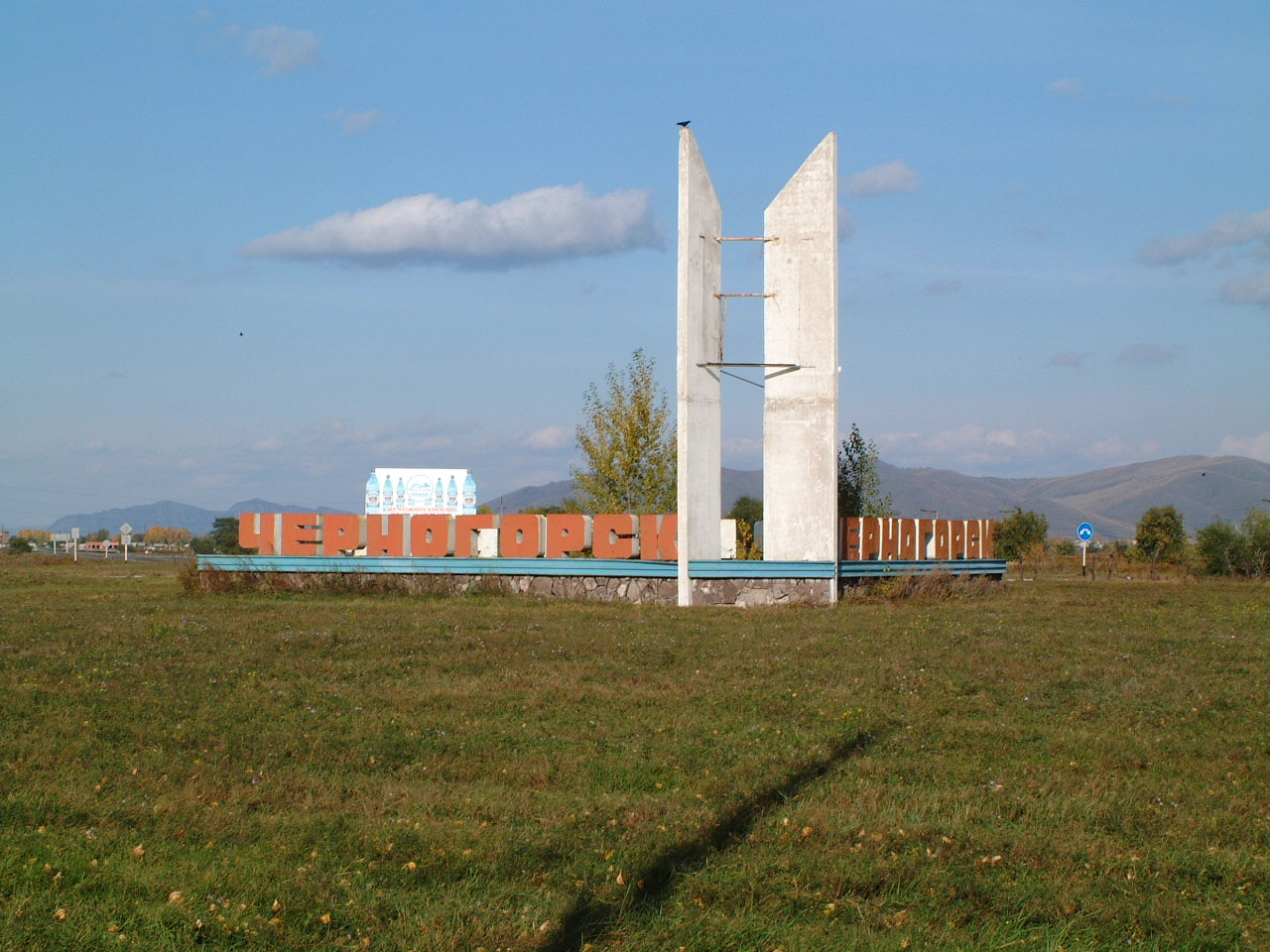
Tsjernogorsk skyline
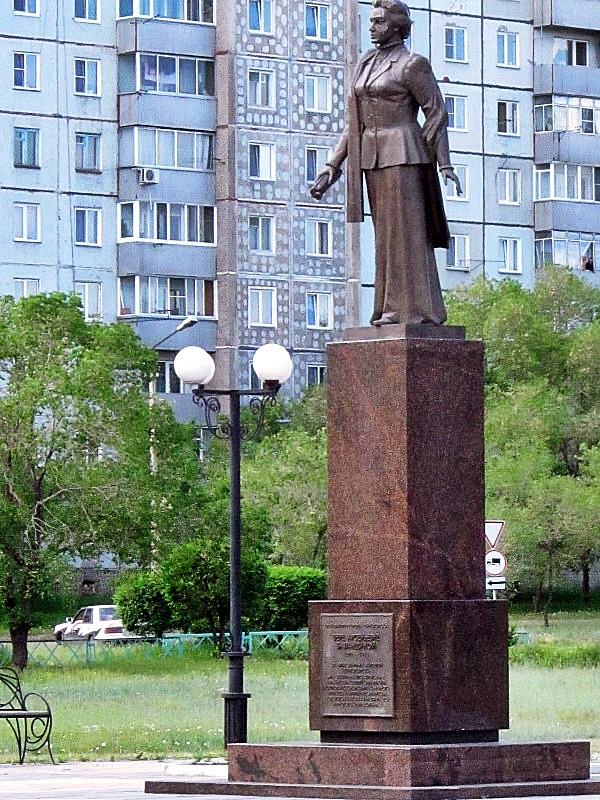
Standbeeld Vera Balandina, stichter van de eerste mijn
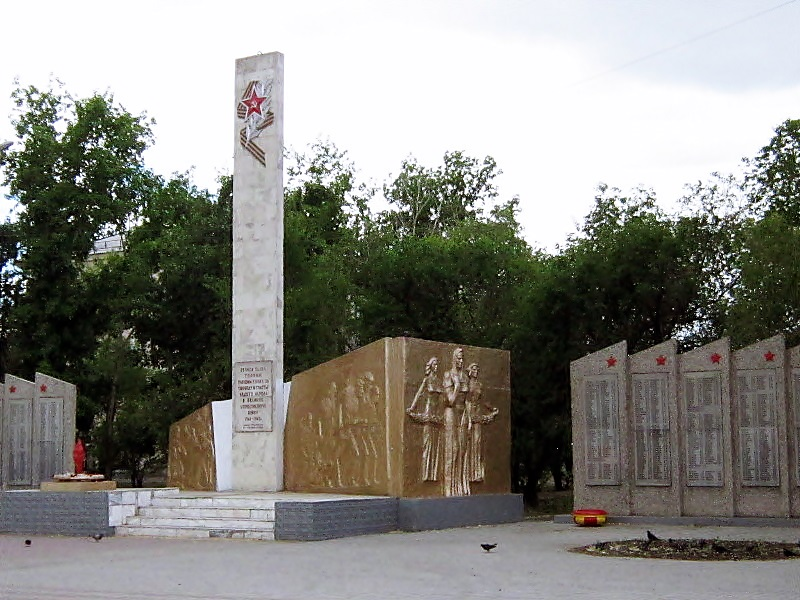
Monument voor gevallenen uit de regio in WO-II
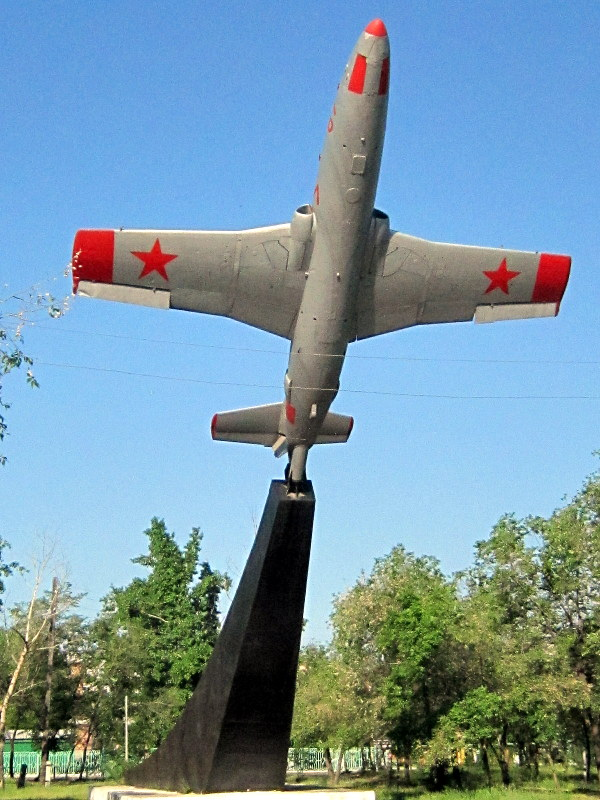
Monument voor piloten van de militaire vliegschool

Bestuurlijk centrum: Abakan

Abaza · Sajanogorsk · Sorsk · Tsjernogorsk